# Tempyō
Tempyō (japanisch 天平, auch Tembyō oder Tenhei) ist eine japanische Ära (Nengō) von  September 729 bis Mai 749 nach dem gregorianischen Kalender. Der vorhergehende Äraname ist Jinki, die nachfolgende Ära heißt Tempyō-Kampō. Die Ära fällt in die Regierungszeit des Kaisers (Tennō) Shōmu.
Der erste Tag der Tempyō-Ära entspricht dem 6. September 757, der letzte Tag war der 22. Juli 765. Die Tempyō-Ära dauerte 21 Jahre oder 7184 Tage.

## Ereignisse
- 733 Agata no Inukai no Michiyo, die Mutter der Kaiserin Kōmyō, stirbt
- 735 Tod der beiden Prinzen Niitabe[2] und Toneri
- 737 Fujiwara no Fusasaki stirbt an den Pocken
- 740 Kuni-kyō wird Hauptstadt
- 740 Fujiwara no Hirotsugu Rebellion (藤原広嗣の乱 Fujiwara no Hirotsugu no ran). Ōno no Azumabito wird mit 17.000 Soldaten in die Provinz Mutsu entsandt, um die Rebellion zu beenden. Fujiwara no Hirotsugu wird besiegt und in der Provinz Hizen enthauptet.
- 741 Einrichtung der Provinztempel (Kokubun-ji)
- 744 Naniwa-kyō (heute Osaka) wird Hauptstadt
- 745 Heijō-kyō wird erneut Hauptstadt